# Matthew Rowley
Matthew Rowley (23 de junio de 1995) es un deportista neozelandés que compite en judo. Ganó una medalla de plata en el Campeonato de Oceanía de Judo de 2017 en la categoría de –100 kg.

## Palmarés internacional
| Campeonato de Oceanía | Campeonato de Oceanía | Campeonato de Oceanía | Campeonato de Oceanía |
| Año                   | Lugar                 | Medalla               | Categoría             |
| --------------------- | --------------------- | --------------------- | --------------------- |
| 2017                  | Nukualofa (Tonga)     | Medalla de plata      | –100 kg               |